# Honda VT 250 F
Die Honda VT 250 F war ein Sportmotorrad mit Lenkerverkleidung, das erstmals 1982 von Honda hergestellt wurde.

## Technik der 1982er und 1983er-Version
Die VT 250 F (Typ MC08) verfügte über einen quer eingebauten, wassergekühlten DOHC-V2-Viertaktmotor mit 4 Ventilen pro Zylinder und 90 Grad Zylinderbankwinkel, der die Vibrationen im Vergleich zu Zweizylinder-Reihen-Motoren ähnlicher Maschinen deutlich reduzierte. Sie war mit 2 Keihin-Vergasern mit 32 mm Durchlass ausgestattet. Das Verdichtungsverhältnis lag bei 11,0:1. Der Hubraum betrug 248 cm³ (Bohrung 60 mm und Hub 44,1 mm). Es leistete 26 kW / 35 PS bei 11.000/min und entwickelte ein Drehmoment von 21,5 Nm bei 10.000/min. Der rote Bereich des Motors begann bei 13.500/min.
Der V-2-Motor ermöglichte dem Motorrad außerdem einen niedrigen Schwerpunkt und eine niedrige Sitzhöhe. Der Motor ist prinzipiell ein halbierter Motor der Honda VF 500.
Das Fahrzeug besaß einen elektrischen Anlasser und eine Transistorzündung.
Das Tankvolumen betrug 12 Liter.
Das vordere Bremssystem bestand aus einer einzelnen innenliegenden (gekapselten), belüfteten Scheibenbremse. Die gewünschte Verbesserung im Nassbremsverhalten zeigte sich jedoch nicht, sodass diese Konstruktion nur ein paar Jahre lang angeboten wurde, bevor wieder auf die traditionelle Scheibenbremse umgestellt wurde. Hinten war eine gestängebetätigte Trommelbremse montiert.
Zu den weiteren Merkmalen gehörten eine hydraulische Kupplung, Comstar-Räder mit schlauchlosen Reifen der Dimension vorn: 100/90-16 54S und Reifen hinten: 110/80-18 58S, eine luftunterstützte TRAC-Anti-Dive-Vorderradgabel und eine luftunterstützte Pro-Link-Hinterradfederung.
Der Doppelschleifenrohrrahmen bestand aus Rundprofilen. Ein Unterzug des Rahmens diente als Reservoir für das Kühlmittel.  Der Nachlauf betrug 91 mm sowie der Radstand 1385 mm.
Um dem Fahrer bei hohen Geschwindigkeiten einen besseren Windschutz zu bieten, wurde 1983 auch die VT 250 F Integra mit Vollverkleidung angeboten.

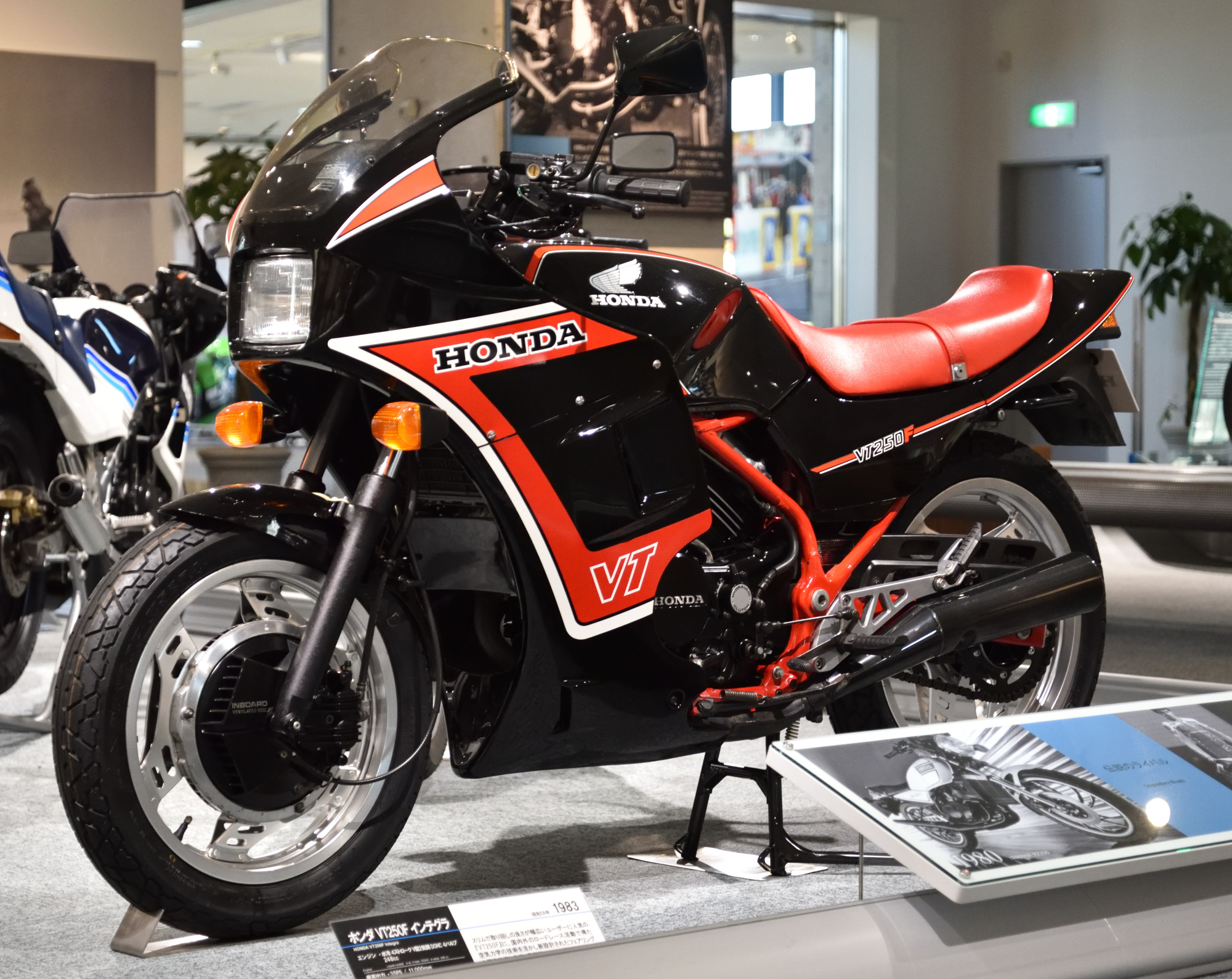
Honda VT 250 F Integra

## Technik der 1984er und 1986er-Version
Die Nennleistung der VT 250 Z (ohne Lenkerverkleidung) und VT 250 F stieg 1984 auf 29,4 kW / 40 PS bei 12.500/min und 1986 mit dem Typ MC15 auf 31,6 kW / 43 PS bei 12.500/min. Das Drehmoment stieg ebenfalls auf 23/25 Nm bei 11.000/min. Die Transistorzündung war kontaktlos und digital gesteuert. Die Steuerkette war eine Duplex-Rollenkette. Diese war leichter und leiser als das Vorjahresmodell. Kolben, Pleuel und Ventile wurden leichter gefertigt. Des Weiteren verbaute Honda ein „High Inertia Port“ genanntes Patent. Damit sollte das angesaugte Frischgas möglichst verlustarm in die Zylinder geleitet werden. Dies gelang mit einer Flosse in jedem Einlasskanal, die das einströmende Gemisch frühzeitig in zwei Teilströme aufteilte und dieses damit verbrennungsgünstig beruhigte. Dies führte neben einer Steigerung der Leistung auch zu einer Verbesserung des Durchzugs.
Die Batteriespannung betrug 12 Volt mit 9 Ah.
Die Rohre des Rahmens waren nun aus Vierkantstahl, silbern lackiert in Aluminiumoptik. Auf einen echten Aluminium-Rahmen verzichtete Honda bewusst, da die „Produktionskosten in keinem Verhältnis zur Gewichtsersparnis und zum Nutzeffekt in Kundenhand stünden.“ Der Federweg der Vorderradgabel betrug 140 mm, die Hinterradfederung 100 mm.
Die Bereifung vorn blieb unverändert auf 16-Zoll-Felge, während das Hinterrad nun mit einem 110/90-Reifen auf einer 17-Zoll-Felge, anstatt 18-Zoll lief.
Die lenkerfeste Verkleidung wich einer rahmenfesten Halbschale.
Das Tankvolumen stieg auf 14 Liter.
Das Gewicht stieg so auf 167 kg vollgetankt.
Die Abmessungen lauteten nun (L×B×H): 2015 × 730 × 1155 mm.
Der Nachlauf war nun 97 mm bei unverändertem Radstand.
Der Lenkkopfwinkel betrug 63,7°.
Der Preis in Japan betrug 1984 449,000 Yen, umgerechnet 4.600 DM.

## Mängel
Der Motor entwickelte Hitzeprobleme- wie andere V-4-Motoren der ersten Generation von 1982 bis 1984 auch-, was schwere Schäden an den Kurbelwellenlagern zur Folge hatte. Es wurde daher werksseitig empfohlen, für Motorräder mit V-2- und V-4-Motoren nur 10W/40-Motoröl zu verwenden.
Das Fahrwerk war bis 1983 kritikbehaftet, da die Maschine damit labil und seitenwindempfindlich war. Daher wurde das Fahrwerk für 1984 überarbeitet und das Chassis wesentlich straffer und sportlicher ausgelegt.